# De emendandis eloquentiae vitiis
De emendandis eloquentiae vitiis (O poprawie wad wymowy) – praca napisana przez Stanisława Konarskiego po łacinie. Została wydana w Warszawie w 1741 roku. Praca ta odegrała ważną rolę w kampanii o czystość języka i stylu, a także miała także duże znaczenie dla odrodzenia czystej polszczyzny. Rozprawa była skierowana przeciwko jezuickiej szkole stylistycznej, która jego zdaniem, dbała o kształtowanie formy wypowiedzi, pomijając jej treść i stawiała wykształcenie formalne oraz retoryczne ponad filozoficzne (nauki społeczne, logika, etyka).
Autor postuluje, by zarzucić pamięciowe opanowywanie gotowych formułek przemówieniowych, napuszony styl, makaronizowanie w tekstach, zawiłości składniowe, w których ginie myśl wypowiedzi. Za podstawę sztuki zabierania głosu Konarski uznaje znajomość przedmiotu, o którym chce się mówić powiązaną ze sztuką dobrego myślenia; poleca, by wzorować się na mowach Cycerona jako tych, w których panuje klasyczna równowaga między naturalnością a sztuką. Uwagi Konarskiego dotyczyły sztuki retoryki zarówno po łacinie, jak i w języku polskim.